# 쓰루다정
쓰루다정(일본어: 鶴田町)은 일본 가고시마현 사쓰마군에 존재했던 정이다. 2005년 3월 22일에, 미야노조정, 사쓰마정과 합병해, 사쓰마정이 되었다.

## 역사
- 1889년 4월 1일 - 정촌제 시행에 따라 쓰루타촌이 성립하였다.
- 1963년 4월 1일 - 정으로 승격해 쓰루타정이 되었다.
- 2005년 3월 22일 - 미야노조정, 사쓰마정과 신설합병해, 사쓰마정이 되었다.

## 교통

### 도로
- 국도 267호선

## 참고 문헌
- 角川日本地名大辞典編纂委員会,『角川日本地名大辞典 鹿児島県』1983, 角川書店